# Stazione di Vibo Marina
La stazione di Vibo Marina è il secondo scalo ferroviario della città di Vibo Valentia. È situata sulla ferrovia Battipaglia-Reggio Calabria (tratta storica via Tropea).

## Posizione
Si trova all'interno del quartiere Marina della città di Vibo Valentia, in via stazione n°1 subito dopo la scuola media e le poste in un piazzale che già accolse le ferrovie Calabro - Lucane.

## Storia
La stazione fu aperta il 6 giugno 1894 all'attivazione della tratta Ricadi–Pizzo della Tirrenica Meridionale.
Nel 1917 divenne capolinea della ferrovia Vibo Valentia–Mileto delle Ferrovie Calabro Lucane, chiusa al traffico nel 1951.
Dal 1972, con l'apertura della variante diretta Eccellente–Rosarno, la stazione principale della città di Vibo Valentia è divenuta la nuova Vibo Valentia-Pizzo; la stazione di Vibo Marina è da allora utilizzata dal traffico regionale, che percorre la vecchia linea via Tropea. Nonostante ciò, c'è ancora una coppia di Intercity notte Torino Porta Nuova-Reggio Calabria Centrale che ferma in questa stazione.

## Caratteristiche
Ha in servizio 2 binari ad uso prevalentemente passeggeri.

## Movimento

### Trasporto nazionale
La stazione è servita da treni InterCity (solo nel periodo estivo) e InterCity Notte, che collegano lo scalo con Lamezia Terme, Paola, Sapri, Salerno, Napoli, Roma, Firenze, Bologna, Milano, Torino, Rosarno, Villa San Giovanni e Reggio Calabria.
I treni InterCity e InterCity Notte vengono effettuati con locomotive E.401, E.402B, E.403 con carrozze UIC-Z + semipilota di seconda classe e Gran Confort di prima classe.

### Trasporto regionale
La stazione è servita da treni Regionali che collegano Vibo Marina con:
- Reggio Calabria Centrale
- Rosarno
- Lamezia Terme Centrale

I treni del trasporto regionale vengono effettuati con E.464 con carrozze UIC-X restaurate + carrozze semipilota, carrozze MDVC, carrozze MDVE + carrozze semipilota, miste di prima e seconda classe. Inoltre vengono utilizzati i treni Minuetto ALe 501/502.

## Servizi
La stazione dispone di:
- Servizi igienici
- Accessibilità per persone con disabilità motoria
- Autolinee extraurbane
- Autolinee urbane
- Taxi